# Можевитинов, Александр Леонидович
Александр Леонидович Можеви́тинов (1906—1993) — инженер-гидротехник.

## Биография
Родился 16 (29 декабря) 1906 года в Саратове.
Окончил ЛПИ имени М. И. Калинина (1930), инженер-строитель-гидротехник.
В 1930—1960 работал в ЛО института «ГИДЭП» («Ленгидропроект»), с 1949 года главный инженер.
С 1961 году заведующий кафедрой гидросооружений ЛПИ. Одновременно работал во ВНИИГ имени Б. Е. Веденеева как составитель и рецензент нормативных документов.
Кандидат технических наук (1948), профессор (1962).
Руководил разработкой ГЭС Нивского и Туломского каскадов, Гергебельской, Верхнетурской, Нижне-Свирской, Усть-Каменогорской, Бухтарминской, Новосибирской, Чиркейской, Красноярской, Саяно-Шушенской, гидроузлов Сяньмынся и Санься в Китае и многих других.
Умер в 1993 году в Санкт-Петербурге.

## Награды и премии
- Сталинская премия первой степени (1950) — за разработку проекта и сооружение ГЭС (главный инженер проекта подземной гидроэлектростанции Нива III).
- заслуженный строитель РСФСР
- два ордена Трудового Красного Знамени